# 66 Maja
Maja (asteroide 66) é um asteroide da cintura principal com um diâmetro de 71,82 quilómetros, a 2,1865307 UA. Possui uma excentricidade de 0,1733656 e um período orbital de 1 571,29 dias (4,3 anos).
Maja tem uma velocidade orbital média de 18,31351478 km/s e uma inclinação de 3,04729º.
Este asteroide foi descoberto em 9 de Abril de 1861 por Horace Tuttle. Seu nome vem da personagem mitológica grega Maia.